# Akiko Kawase (nadadora)
Akiko Kawase –en japonés, 川瀬 晶子, Kawase Akiko– (Tokio, 13 de julio de 1971) es una deportista japonesa que compitió en natación sincronizada.
Participó en los Juegos Olímpicos de Atlanta 1996, obteniendo una medalla de bronce en la prueba de equipo. Ganó una medalla de bronce en el Campeonato Mundial de Natación de 1994.

## Palmarés internacional
| Juegos Olímpicos   | Juegos Olímpicos         | Juegos Olímpicos  | Juegos Olímpicos |
| Año                | Lugar                    | Medalla           | Prueba           |
| ------------------ | ------------------------ | ----------------- | ---------------- |
| 1996               | Atlanta (Estados Unidos) | Medalla de bronce | Equipo           |
| Campeonato Mundial |                          |                   |                  |
| Año                | Lugar                    | Medalla           | Prueba           |
| 1994               | Roma (Italia)            | Medalla de bronce | Equipo           |